# Scaphytopius irrorellus
Scaphytopius irrorellus är en insektsart som beskrevs av Delong 1944. Scaphytopius irrorellus ingår i släktet Scaphytopius och familjen dvärgstritar. Inga underarter finns listade i Catalogue of Life.